# Giovanni Evangelista Pallotta

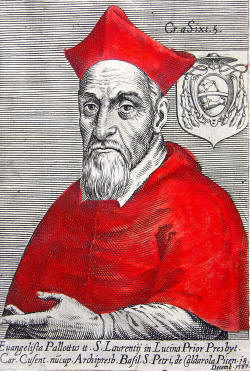
Giovanni Evangelista Kardinal Pallotta (Porträtstich um 1700)

Giovanni Evangelista Pallotta (* Februar 1548 in Caldarola; † 22. August 1620 in Rom) war ein italienischer Geistlicher und Kardinal der Römischen Kirche.

## Leben

### Herkunft und frühe Jahre
Er war das älteste von fünf Kindern des Desiderio Pallotta und dessen Gemahlin Domenica Cianfortini.

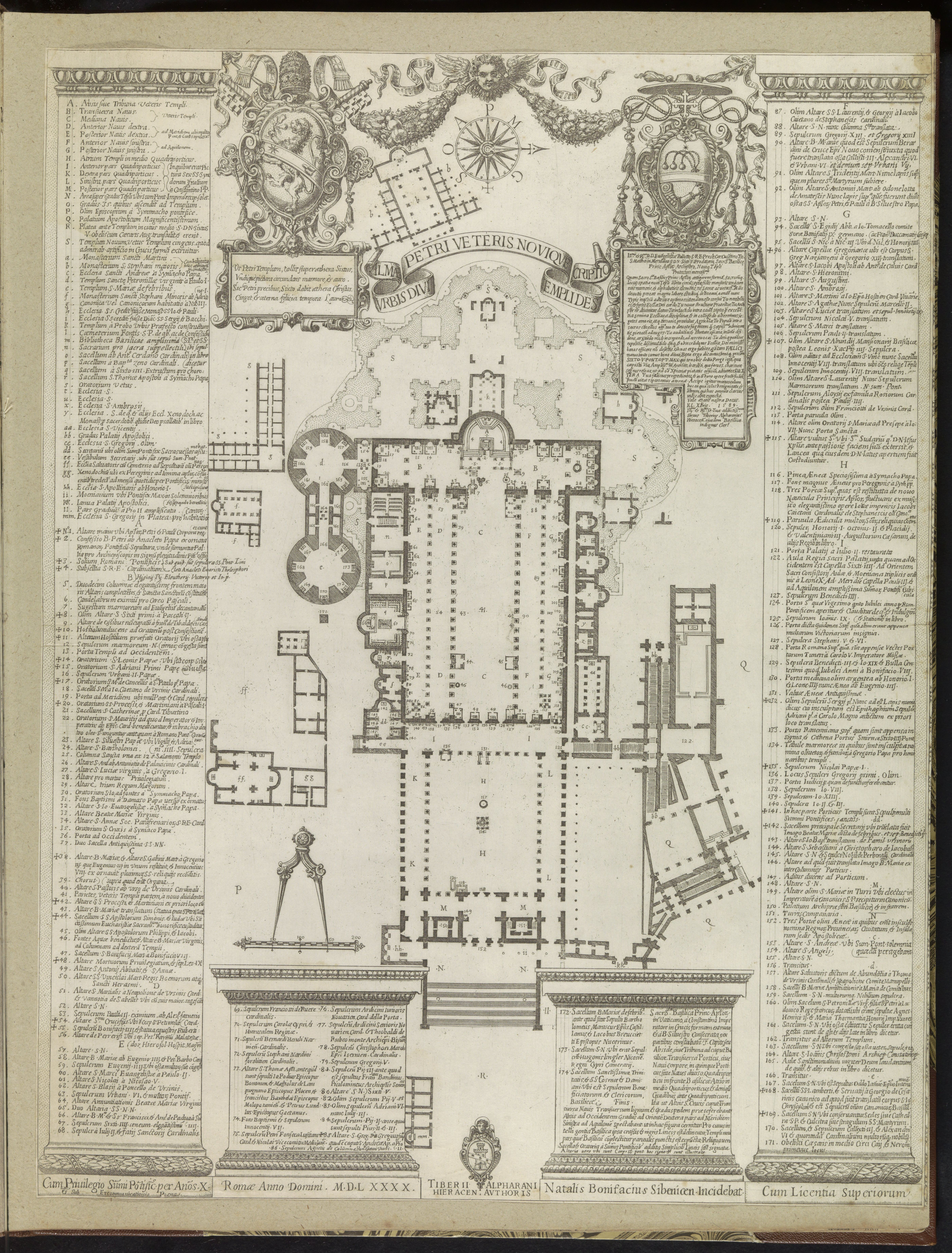
Grundriss des Petersdoms und der Vatikanstadt (Plan aus Palottas Zeit als Erzpriester von St. Peter – 1590; sein Kardinalswappen rechts oben)

Im Jahr 1563 trat er in das Priesterseminar von Macerata ein und empfing um 1571 die Priesterweihe. In den Jahren 1572 und 1573 war er Pfarrrektor an der Kirche San Martino, in dieser Zeit lernte er Kardinal Felice Peretti, den späteren Papst Sixtus V., kennen und freundete sich mit diesem an. Kardinal Peretti vermittelte ihm auch ein Kanonikat an der Kirche Santa Maria ad Martyres. Noch am Tag seiner Krönung, dem 1. Mai 1585, ernannte Sixtus V. Pallotta zum Päpstlichen Geheimkämmerer und am 9. November desselben Jahres zum Kanonikus der Vatikanbasilika. Am 4. Juli 1586 wurde er zum päpstlichen Datar ernannt und am 11. Juli 1587 erhielt er zusammen mit seinem Vater und seinem jüngeren Bruder Martino, der einmal der Vater des späteren Kardinals Giovanni Battista Maria Pallotta werden sollte, das stadtrömische Bürgerrecht.

### Kirchliche Laufbahn

Kardinalswappen (modernes Schema)

Giovanni Evangelista Pallotta wurde am 11. September 1587 zum Erzbischof von Cosenza in Kalabrien erwählt. Die Bischofsweihe spendete ihm am 13. September desselben Jahres in der Basilika Santi XII Apostoli in Rom Kardinal Costanzo da Sarnano OFMConv; Mitkonsekratoren waren Ladislao Aquino, der Bischof von Venafro, und Ottavio Paravicini, der Bischof von Alessandria.
Im Konsistorium vom 18. Dezember 1587 ernannte Papst Sixtus V. ihn zum Kardinalpriester und verlieh ihm am 15. Januar des Folgejahres den Kardinalshut sowie die Titelkirche San Matteo in Merulana. Am 4. März 1588 wurde er von Sixtus V. zum Erzpriester der Vatikanbasilika sowie zum Präfekten der Dombauhütte von St. Peter ernannt.
Nach dem Tod seines Förderers Sixtus V. nahm er am Konklave vom September 1590 teil, das Papst Urban VII. zu dessen Nachfolger wählte. Noch im selben Jahr nahm er am zweiten Konklave von 1590 teil, aus dem Gregor XIV. als Papst hervorging. Am 5. April 1591 resignierte er auf sein kalabrisches Erzbistum. In demselben Jahr war er wiederum Teilnehmer eines Konklaves, das nunmehr Papst Innozenz IX. erwählte. Ferner war er unter den wahlberechtigten Kardinälen des Konklaves von 1592, das Clemens VIII. zur Papstwürde erhob. Von 1595 bis zum 8. Januar 1596 war Giovanni Evangelista Pallotta Kämmerer des Heiligen Kardinalskollegiums. Er wechselte am 16. Juni 1603 zur Titelkirche San Lorenzo in Lucina und wurde Kardinalprotopriester. Er nahm sowohl am ersten als auch am zweiten Konklave des Jahres 1605 teil, die jeweils in die Wahl von Leo XI. und Paul V. mündeten. Am 24. Januar 1611 wurde er zum Kardinalbischof von Frascati erhoben. Schließlich wechselte er am 6. April 1620 auf den suburbikarischen Bischofssitz von Porto e Santa Rufina und wurde Subdekan des Kardinalskollegiums.

### Tod und Begräbnis
Giovanni Evangelista Pallotta starb am 22. August 1620, einem Samstag, um fünf Uhr nachmittags. Er wurde in der Kirche Santa Caterina in Caldarola beigesetzt, die er gestiftet hatte.

## Wirken
Giovanni Evangelista Pallotta gilt – seiner Zeit und Stellung gemäß – als Förderer von Kunst und Literatur, so war er ein Gönner des Dichters Torquato Tasso. Ferner prägte er das Weichbild seiner Heimatstadt Caldarola durch Neubauten ebenso wie durch Renovierungen.